# Таймеевский сельсовет
Таймеевский сельсовет — муниципальное образование в Салаватском районе Башкортостана.
Административный центр — село Таймеево.

## История
Согласно Закону о границах, статусе и административных центрах муниципальных образований в Республике Башкортостан имеет статус сельского поселения.
В 2008 году Таймеевский сельсовет объединён с сельским поселением Урмантауский сельсовет.
Закон Республики Башкортостан от 19.11.2008 № 49-з «Об изменениях в административно-территориальном устройстве Республики Башкортостан в связи с объединением отдельных сельсоветов и передачей населённых пунктов» гласил:

 "Внести следующие изменения в административно-территориальное устройство Республики Башкортостан:
38) по Салаватскому району:

объединить Таймеевский и Урмантауский сельсоветы с сохранением наименования «Таймеевский» с административным центром в селе Таймеево.

Включить село Урмантау, деревни Ташаулово, Устьатавка Урмантауского сельсовета в состав Таймеевского сельсовета.

Утвердить границы Таймеевского сельсовета согласно представленной схематической карте.

Исключить из учётных данных Урмантауский сельсовет;

## Население
| 2002  | 2009  | 2010  | 2012  | 2013  | 2014  | 2015  |
| ----- | ----- | ----- | ----- | ----- | ----- | ----- |
| 2116  | ↘2013 | ↘1749 | ↘1678 | ↘1615 | ↘1598 | ↘1559 |
| 2016  | 2017  | 2018  |       |       |       |       |
| ↘1512 | ↘1468 | ↘1444 |       |       |       |       |

## Состав сельского поселения
| № | Населённый пункт | Тип населённого пункта       | Население |
| - | ---------------- | ---------------------------- | --------- |
| 1 | Таймеево         | село, административный центр | ↘633      |
| 2 | Урмантау         | село                         | ↘357      |
| 3 | 2-е Идельбаево   | деревня                      | ↘328      |
| 4 | Ташаулово        | деревня                      | ↘187      |
| 5 | Устьатавка       | деревня                      | ↘136      |
| 6 | 1-е Идельбаево   | деревня                      | ↘108      |

## Известные уроженцы
- Абдрахман Саади (14 марта 1889 — 1965) — известный востоковед, специалист в области истории татарской и узбекской литературы[17][18].
- Абдуллин, Мазгар Гилязетдинович (29 декабря 1912 — 25 августа 1942) — башкирский писатель, журналист, участник Великой Отечественной войны[19][20].
- Гирфанов, Агиш Шаихович (14 апреля 1928 — 8 ноября 1999) — советский башкирский писатель, член Союза писателей Башкирской АССР (1971), Заслуженный работник культуры БАССР (1978), Заслуженный работник культуры РСФСР (1988)[21][22].
- Гирфанов, Вакиль Калеевич (25 января 1909 — 10 мая 1980) — агробиолог, доктор сельскохозяйственных наук (1965), профессор (1967), Заслуженный деятель науки РСФСР (1969), Заслуженный деятель науки БАССР (1957), Председатель Верховного Совета Башкирской СССР (1975—1979)[23][24].
- Мухаметхади Сагди (25 марта 1883 — 1933) — башкирский писатель, переводчик, педагог[25][26].
- Ямалеев, Памир Камалетдинович (26 мая 1942 — 27 марта 1999) — советский российский биатлонист, тренер, мастер спорта по биатлону (1969), Заслуженный тренер России (1994)[27][28].